# جو هاياشي
جو هاياشي (بالإنجليزية: Joe Hayashi)‏ هو عسكري أمريكي، ولد في 14 أغسطس 1920 في ساليناس في الولايات المتحدة، وتوفي في 22 أبريل 1945 في إيطاليا.